# Infiniti
Infiniti és una marca d'automòbils japonesa creada per Nissan per vendre vehicles de luxe als mercats dels Estats Units, Canadà, Mèxic, Orient Mitjà, Corea del Sud, Taiwan, Rússia, Ucraïna, Xina i per al 2008, Regne Unit i Japó.

## Història
Presentada als Estats Units l'any 1989, en concret el 8 de novembre, Nissan va obrir 51 concessionaris a on es va presentar aquesta nova marca nascuda amb la intenció de rivalitzar contra les marques de luxe dels seus compatriotes japonesos: L'Acura d'Honda i la Lexus de Toyota.
L'Infiniti Q45 i l'Infiniti M30 van ser els dos vehicles que van comercialitzar-se. Posteriorment s'afegirà el G20, que serà el vehicle d'accés a la gamma.
Les vendes d'Infiniti van ser fluixes, un fet que es justificava per la poca publicitat que s'havia fet del producte i la publicitat que se va realitzar no ensenyava els vehicles d'Infiniti, fent-les doncs nul·les per captar al comprador.
Lentament Infiniti va fer-se un espai en el mercat nord-americà afegint nous models. L'Infiniti Q45 amb un motor V8 de 278 cv va trobar el seu mercat, a part que oferia tecnologia molt puntera, com per exemple, la suspensió activa. A finals dels anys 90 Infiniti ja estava encara una mica enreda en acceptació si se compara amb les seves rivals Acura i Lexus.
A partir de l'any 2000 Infiniti va decidir actualitzar els seus productes i posar una especial atenció en la qualitat dels acabats i en oferir unes bones prestacions. El redisseny del Infiniti Q45 i la introducció del nou model d'accés a la gamma, el Infiniti G35 van donar-li a Infiniti aquella espenta que necessitava. I així les vendes ho van confirmar, amb 118.655 automòbils venuts l'any 2003, un increment del 35% respecte del 2002.
L'any 2004 la xifra de concessionaris era de més de 160 i la gamma s'ha ampliat força amb coupes, sedans, CUV i SUV. Serà aquest any quan Infiniti començarà a recollir premis i reconeixements, primer amb l'entrada del Infiniti QX56, un SUV tipus full size i el quart model en equipar un motor V8, com el FX35 i FX45 ve va guanyar el títol de "cotxe de l'any" al Canadà (premi que atorga l'AJAC) aquest mateix any, i la mateixa AJAC atorga al G35 Sport Coupe el premi "Best New Sports Coupe" i el "America's Best Coupe" per part de la revista AutoWeek.
De fet, el G35 ha contribuït a redefinir la imatge d'Infiniti com al "BMW japonès". L'any 2006 va practicar-se un restyling als M35 i M45, aquests últims, obtenint el títol de "best luxury sedan" per Consumer Reports.
En 2012, Infiniti va traslladar la seva seu global de Yokohama a Hong Kong com a Infiniti Global Limited, perquè Carlos Ghosn que volia que Infiniti es concentrés més en el creixent mercat de luxe de la Xina continental, ja que preveia el país esconvertiria en el mercat de vehicles de luxe més gran. Amb el seu crossover QX60 (abans conegut com a JX35) Infiniti va començar a produir vehicles fora del Japó. El 2014 va començar a produir dos models a Xiangyang, Xina, una planta operada per l'empresa conjunta de Nissan i Dongfeng Motor. Al mateix temps, Nissan Motor Manufacturing UK es va expandir a Sunderland, Anglaterra, per produir un nou cotxe compacte anomenat Q30 el 2015. El gener de 2018, el conseller delegat Hiroto Saikawa, va anunciar que la marca Infiniti es transformaria en una marca elèctrica, amb tots els vehicles nous, ja sigui híbrids o tots elèctrics en 2021.

## Vehicles fabricats per Infiniti

### Gamma actual
- Infiniti Q50
- Infiniti Q60
- Infiniti QX50
- Infiniti QX60
- Infiniti QX80

### Models anteriors
- Infiniti FX (FX35 i FX45)
- Infiniti G35 (sedan, i AWD)
- Infiniti M (M35/M35x i M45)
- Infiniti QX56
- Infiniti Q30 QX30
- Infiniti M30
- Infiniti G20
- Infiniti J30
- Infiniti I (I30, 1996-2001; I35, 2002-2004)
- Infiniti QX4
- Infiniti Q45